# Corydoras sterbai
Espèce
Le corydoras de Sterba (Corydoras sterbai) est une espèce de poissons-chats (ordre Siluriformes)  d'eau douce. En aquariophilie, c'est l'un des Corydoras les plus populaires pour sa robe très attrayante et sa disponibilité en magasin.

## Description
Corydoras sterbai est de couleur plutôt gris sombre avec sept ou huit bandes de taches blanches du front au pédoncule caudal. Les nageoires pectorales et ventrales sont orange.
Il est parfois confondu avec Corydoras haraldschultzi, la différence est que ce dernier a des points noirs sur un fond blanc sur la tête, alors que C. sterbai a un motif de points blancs sur fond noir.  La forme albinos de C. sterbai a été récemment commercialisée.
Coryodras sterbai est relativement petit pour un poisson-chat, avec une taille maximale de seulement 5–6 cm.

## Répartition géographique
Il est originaire d'Amérique du Sud, dans le Rio Guapore traversant le Brésil et la Bolivie.

## En aquarium

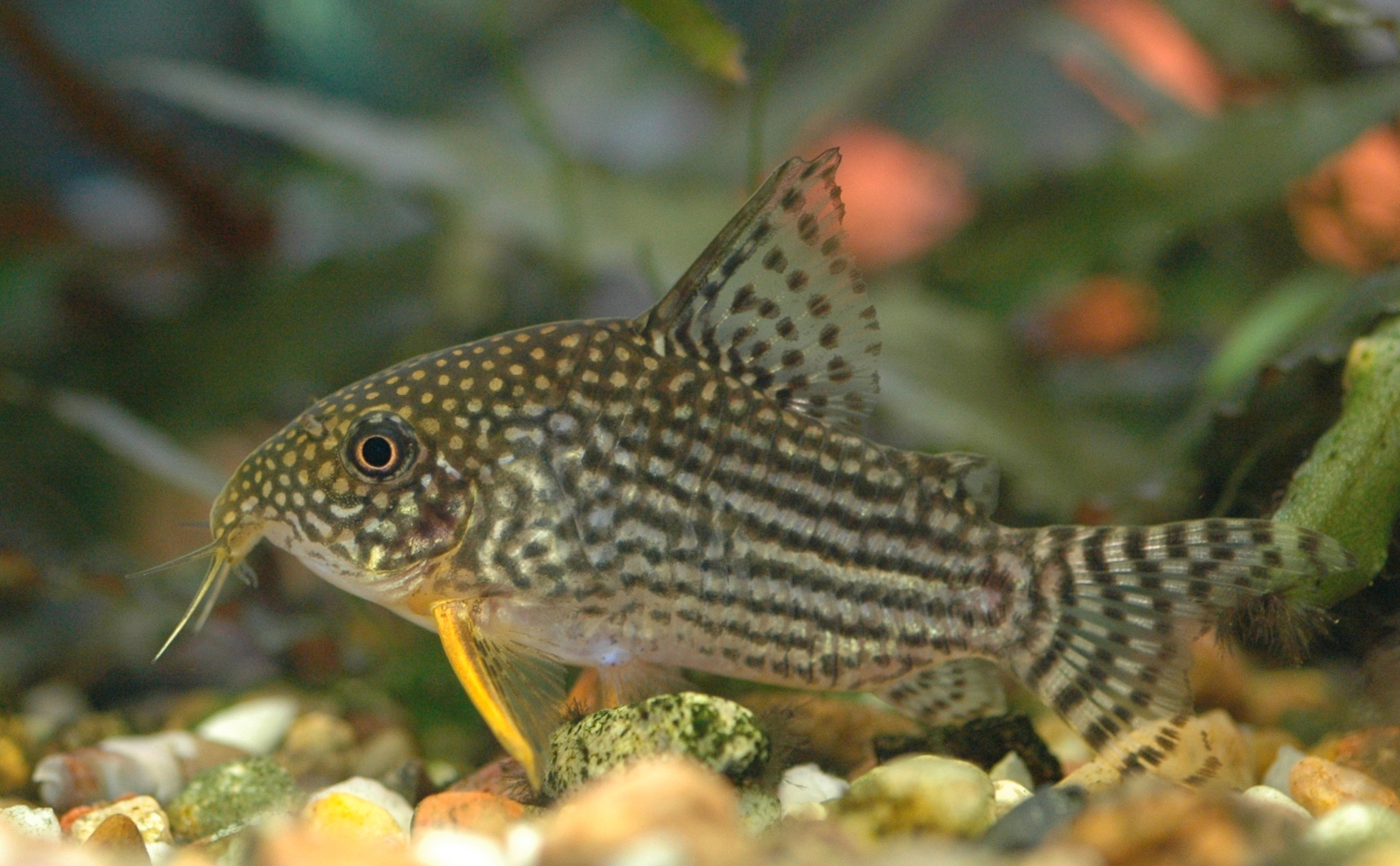
Corydoras sterbai

En captivité Corydoras sterbai accepte une grande variété d'aliments préparés et surgelés, ils sont par exemple friands de vers de vase rouges. Les flocons peuvent constituer une bonne base de l'alimentation, pour peu qu'ils parviennent au fond. On préfèrera des pastilles pour corydoras et poissons de fond omnivores.
Comme beaucoup de Corydoras, Corydoras sterbai devrait idéalement être maintenu en groupes de 5 ou 6 individus.
Contrairement à d'autres poissons-chats, il ne se nourrit pas d'algues. Il consommera les aliments tombés au fond mais n'est en aucun cas détritivore et nécessite d'être correctement et spécifiquement nourri.
La sociabilité de C. sterbai est  l'un des principaux arguments de vente comme toutes les autres espèces de Corydoras, ils peuvent être maintenus avec d'autres poissons pacifiques. Les compagnons idéaux serait de taille similaire comme des tétras, des cichlidés nains.
On choisira impérativement un substrat de sable ou de gravier non tranchant (quartz à proscrire) pour éviter d'endommager leurs barbillons très délicats.
La reproduction n'est pas trop difficile, une bonne alimentation ainsi que les changements répétés d'eau sont généralement suffisants pour stimuler la ponte.
| Origine         | Amérique du Sud | Eau           | Eau douce      |
| Dureté de l'eau | 2 à 15 °GH      | pH            | Entre 6 et 8   |
| Température     | 22 à 30 °C      | Volume mini.  | 100 L (pour 5) |
| Alimentation    | Omnivore        | Taille adulte | 5 cm           |
| Reproduction    | ovipare         | Zone occupée  | Fond           |
| Sociabilité     | Vit en groupe   | Difficulté    | Facile         |